# 显脉山绿豆
显脉山绿豆（学名：Desmodium reticulatum），为豆科山蚂蝗属下的一个种。

## 扩展阅读
維基物種上的相關：显脉山绿豆